# راسل ۱۷۶۲

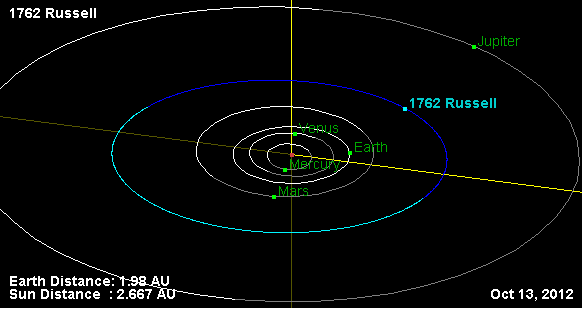
نمایی از محل قرارگیری سیارک راسل ۱۷۶۲ در مدار – ۲۰۱۲

سیارک ۱۷۶۲ (به انگلیسی: 1762 Russell، نامگذاری:1953TZ) هزار و هفتصد و شصت و دومین سیارک کشف شده‌است که در ۸ اکتبر ۱۹۵۳ کشف شد.
قدر مطلق سیارک برابر ۱۱٫۸۰ است.